# Fox Music
A FOX Music foi um selo musical criado em maio de 1992 pela News Corporation. A FOX Music era responsável exclusivamente na criação, licenciamento e gerenciamento de trilhas sonoras de variados estilos para os filmes, séries, desenhos animados e programas de TV da Twentieth Century Fox, da FOX Broadcasting Company e da FOX Searchlight. O objetivo da FOX Music era de levar ao público álbuns de trilha sonora original, inspirada ou licenciada de filmes produzidos pelos estúdios FOX. As trilhas sonoras era produzidas pela Hollywood Records até 2020, e era distribuídas pela Universal Music Group até 2020, era licenciada pela News Corporation e pela Disney Music Group. Em 2019, a Fox foi adquirida pela The Walt Disney Company, e se integrou na Disney Music Group, através do seu selo Hollywood Records.